# Våldtäkten på Anene Booysen
Våldtäkten på Anene Booysen var en uppmärksammad gruppvåldtäkt i Sydafrika i februari 2013 som fick dödlig utgång. Booysen påträffades dagen efter händelsen av en säkerhetsvakt, den 2 februari 2013. Hon levde då fortfarande, men dog sex timmar senare.. Innan lyckades hon dock identifiera en av våldtäktsmännen Våldtäkten föranledde starka reaktioner, både inom landet och internationellt.
Anene Booysen var endast 17 år när hon avled.

## Reaktioner
Sydafrikas president Jacob Zuma uttryckte avsky inför attacken och beskrev den som "chockerande, grym och mycket inhuman". Cosatu, Sydafrikas största fackförening, manade till massaktioner mot våldtäkter i hela landet. Oppositionsledaren Lindiwe Mazibuko uttalade sig också i frågan. Även FN gick ut med ett uttalande där man fördömde våldtäkten och mordet.